# Divine Discontent
Divine Discontent è il quarto album della band statunitense Sixpence None the Richer, pubblicato nel 2002.

## Tracce
1. "Breathe Your Name" (Matt Slocum) – 3:56
2. "Tonight" (Slocum) – 3:52
3. "Down and Out of Time" (Leigh Nash, Slocum) – 3:28
4. "Don't Dream It's Over" (Neil Finn) – 4:03
5. "Waiting on the Sun" (Aniello, Wade) – 2:54
6. "Still Burning" (Kelly, Slocum) – 4:02
7. "Melody of You" (Slocum) – 4:50
8. "Paralyzed" (Slocum) – 3:54
9. "I've Been Waiting" (Slocum) – 4:19
10. "Eyes Wide Open" (Nash) – 3:28
11. "Dizzy" (Slocum) – 6:36
12. "Tension Is a Passing Note" (Slocum) – 3:30
13. "A Million Parachutes" (Ashworth, Slocum) – 6:19